# Zelfportret van Ferdinand Bol (Amsterdam)
Zelfportret van Ferdinand Bol is een schilderij van Ferdinand Bol in het Rijksmuseum in Amsterdam.

## Voorstelling
Het stelt de schilder Ferdinand Bol voor. Hij draagt een geborduurde kamerjas. Met zijn linkerarm leunt hij op een beeldhouwwerk van een slapende Cupido, de Romeinse god van de liefde. De rijk gesneden en vergulde lijst is versierd met een groot aantal bloemen, waaronder enkele zonnebloemen.
Zowel het schilderij als de lijst bevat verwijzingen naar de liefde. De geportretteerde is kennelijk verliefd, want de Cupido heeft niets meer te doen en is maar gaan rusten. De zonnebloemen in de lijst draaien met de zon mee, zoals een minnaar zich op zijn of haar geliefde moet richten.
Men gaat ervan uit dat Bol dit statige zelfportret schilderde ter gelegenheid van zijn tweede huwelijk in 1669 met Anna van Erckel.

## Herkomst
Het werk is vermoedelijk het zelfportret dat vermeld wordt in de boedelverdeling van Bols ongehuwde zoon, Elbert Bol. Aan wie het schilderij werd toegewezen is onbekend. Op 17 augustus 1818 werd het voor 150 gulden verkocht op de veiling van de collectie van een zekere Wreesman uit Amsterdam bij Weduwe C. Roos onder lotnummer 9. De koper, Albertus Brondgeest, liet het werk in 1849 na aan het Rijksmuseum.